# Leucania bipuncta
Leucania bipuncta är en fjärilsart som beskrevs av Alfred Ernest Wileman 1914. Leucania bipuncta ingår i släktet Leucania och familjen nattflyn. Inga underarter finns listade i Catalogue of Life.